# Doliocarpus schottianus
Doliocarpus schottianus Eichler – gatunek rośliny z rodziny ukęślowatych (Dilleniaceae Salisb.). Występuje endemicznie w Brazylii – w stanach Espírito Santo, Rio de Janeiro, São Paulo, Parana oraz Santa Catarina. 

## Morfologia
PokrójZimozielone i zdrewniałe liany.
LiścieIch blaszka liściowa ma owalny lub lancetowaty kształt. Mierzy 8–18 cm długości oraz 3–6 cm szerokości, jest ząbkowana na brzegu, ma klinową nasadę lub zbiegającą po ogonku i spiczasty wierzchołek. Ogonek liściowy jest owłosiony i osiąga 3–10 cm długości.
KwiatyZebrane w pęczki, rozwijają się w kątach pędów. Działki kielicha mają niemal okrągły kształt i mierzą do 5–8 mm długości.